# Droga wojewódzka 726
Die Droga wojewódzka 726 (DW 726) ist eine 66 Kilometer lange Droga wojewódzka (Woiwodschaftsstraße) in der polnischen Woiwodschaft Łódź, die Rawa Mazowiecka mit Żarnów verbindet. Die Strecke liegt im Powiat Rawski, im Powiat Tomaszowski und im Powiat Opoczyński.

## Streckenverlauf
Woiwodschaft Łódź, Powiat Rawski
-  Rawa Mazowiecka (S 8, DK 72, DW 707, DW 725)

Woiwodschaft Łódź, Powiat Tomaszowski
- Sadykierz
- Rzeczyca
- Liciążna
-  Inowłódz (DK 48)
- Dęborzeczka
- Kruszewiec

Woiwodschaft Łódź, Powiat Opoczyński
- Bukowiec Opoczyński
-  Opoczno (DK 12, DW 713)
- Ogonowice
- Wąglany
- Miedzna Drewniana
- Miedzna Murowana
-  Trojanowice (DK 74)
-  Żarnów (DK 74, DW 746)